# Zalaistvánd, Zala
Zalaistvánd  este un sat în districtul Zalaegerszeg, județul Zala, Ungaria, având o populație de 359 de locuitori (2011). 

## Demografie
Componența etnică a satului Zalaistvánd
     Maghiari (97,63%)
     Germani (1,48%)
     Români (0,89%)
Componența confesională a satului Zalaistvánd
     Luterani (38,44%)
     Fără religie (5,29%)
     Reformați (2,51%)
     Necunoscută (53,76%)
Conform recensământului din 2011, satul Zalaistvánd avea 359 de locuitori. Din punct de vedere etnic, majoritatea locuitorilor (97,63%) erau maghiari, cu o minoritate de germani (1,48%). Nu există o religie majoritară, locuitorii fiind luterani (38,44%), persoane fără religie (5,29%) și reformați (2,51%). Pentru 53,76% din locuitori nu este cunoscută apartenența confesională.